# Heinrich Blasius
Cet article concerne l'ingénieur Heinrich Blasius. Pour les zoologues homonymes, voir Blasius.
Heinrich Blasius (né le 9 août 1883 à Berlin † 24 avril 1970 à Hambourg) est un ingénieur hydraulicien et professeur allemand. Il s'est essentiellement consacré à la mécanique des fluides. Il a laissé son nom à l'équation qui décrit un écoulement stationnaire dans la couche limite.

## Biographie sommaire
Heinrich Blasius étudia à l’université de Marbourg puis à l’université de Göttingen entre 1902 et 1906. Il fut l'un des premiers étudiants en thèse du Pr. Ludwig Prandtl. C'est au cours de ses années de thèse qu'il travailla aux applications du concept de couche limite, un modèle proposé par Prandtl pour analyser les écoulements turbulents. Au bout de six années de recherche, il se tourna à plein temps vers l'enseignement et en 1912 devint professeur à l'école d'ingénieurs de Hambourg (aujourd’hui Hochschule für Angewandte Wissenschaften Hamburg). Il exerça dans cet établissement jusqu'à sa mort, survenue le 24 avril 1970.

## Œuvre
Blasius consacra son activité scientifique à l'étude mathématique des équations de la couche limite. Il démontra notamment que le coefficient de frottement d'un écoulement en conduite ne dépend que du nombre de Reynolds de l'écoulement. Il est surtout passé à la postérité pour sa solution autosimilaire relative à la couche limite incompressible établie à la surface d'une paroi plane, appelée depuis couche limite de Blasius. Ses principales publications à ce sujet sont :
- Grenzschichten in Flüssigkeiten mit kleiner Reibung, Teubner Verlag, 1907
- Laminare Strömung in Kanälen wechselnder Breite, Zeitschrift f. Mathematik u. Physik, 1910
- Das Ähnlichkeitsgesetz bei Reibungsvorgängen in Flüssigkeiten, Forschg. Arb. Ing.-Wes, 1913